# 옥산초등학교 인성분교
옥산초등학교 인성분교는 경상북도 상주시 공성면 우하리에 있었던 초등학교이다.

## 연혁
- 1968년 3월 18일 인성국민학교 개교
- 1990년 3월 1일 옥산국민학교 인성분교로 격하
- 1996년 3월 1일 옥산초등학교 인성분교
- 1997년 3월 1일 폐교